# Mexiletin
A mexiletin (INN-név: mexiletine) kamrai szívritmuszavarok és szabálytalan szívverés elleni hatóanyag. A szív idegimpulzusait lassítja, és a szív szöveteit érzéketlenebbé teszi. A ritmuszavarok elleni szerek IB osztályába tartozik, mely szerek a Na+-csatornák gátlásával csökkentik a repolarizációs fázist, ezáltal az akciópotenciál hosszát. Neuropátiás fájdalom elleni szerként szintén használatos. Hatásos Thomsen-betegség és Steinert-betegség okozta izommerevség ellen is.

## Mellékhatások
A betegek 20–30%-ában fordul elő hányinger, hányás, gyomorégés. Ritkább mellékhatások: szédülés, idegesség, remegés, bizonytalanság.

## Fordítás
- Ez a szócikk részben vagy egészben  a   Mexiletine című angol Wikipédia-szócikk fordításán alapul.  Az eredeti cikk szerkesztőit annak laptörténete sorolja fel. Ez a jelzés csupán a megfogalmazás eredetét és a szerzői jogokat jelzi, nem szolgál a cikkben szereplő információk forrásmegjelöléseként.